# Łękawica
Łękawica è un comune rurale polacco del distretto di Żywiec, nel voivodato della Slesia.
Ricopre una superficie di 42,23 km² e nel 2004 contava 4 273 abitanti.